# Juno Chasma
Juno Chasma is een kloof op de planeet Venus. Juno Chasma werd in 1982 genoemd naar Juno, godin van het huwelijk in de Romeinse mythologie.
De kloof heeft een lengte van 915 kilometer en bevindt zich in het gelijknamig quadrangle (V-47).